# Rudolf Franzius
Rudolf Franzius (5 de Junho de 1911 - 5 de Outubro de 1965) foi um comandante de U-Boot que serviu na Kriegsmarine durante a Segunda Guerra Mundial.